# Lardos
Lardos (griechisch Λάρδος (f. sg.)) ist ein Dorf nahe der Ostküste der griechischen Insel Rhodos. Es bildet mit 1380 Einwohnern (2011) einen Stadtbezirk innerhalb des Gemeindebezirks Lindos. Von der Stadt Rhodos ist es etwa 55 km entfernt.

## Geografie

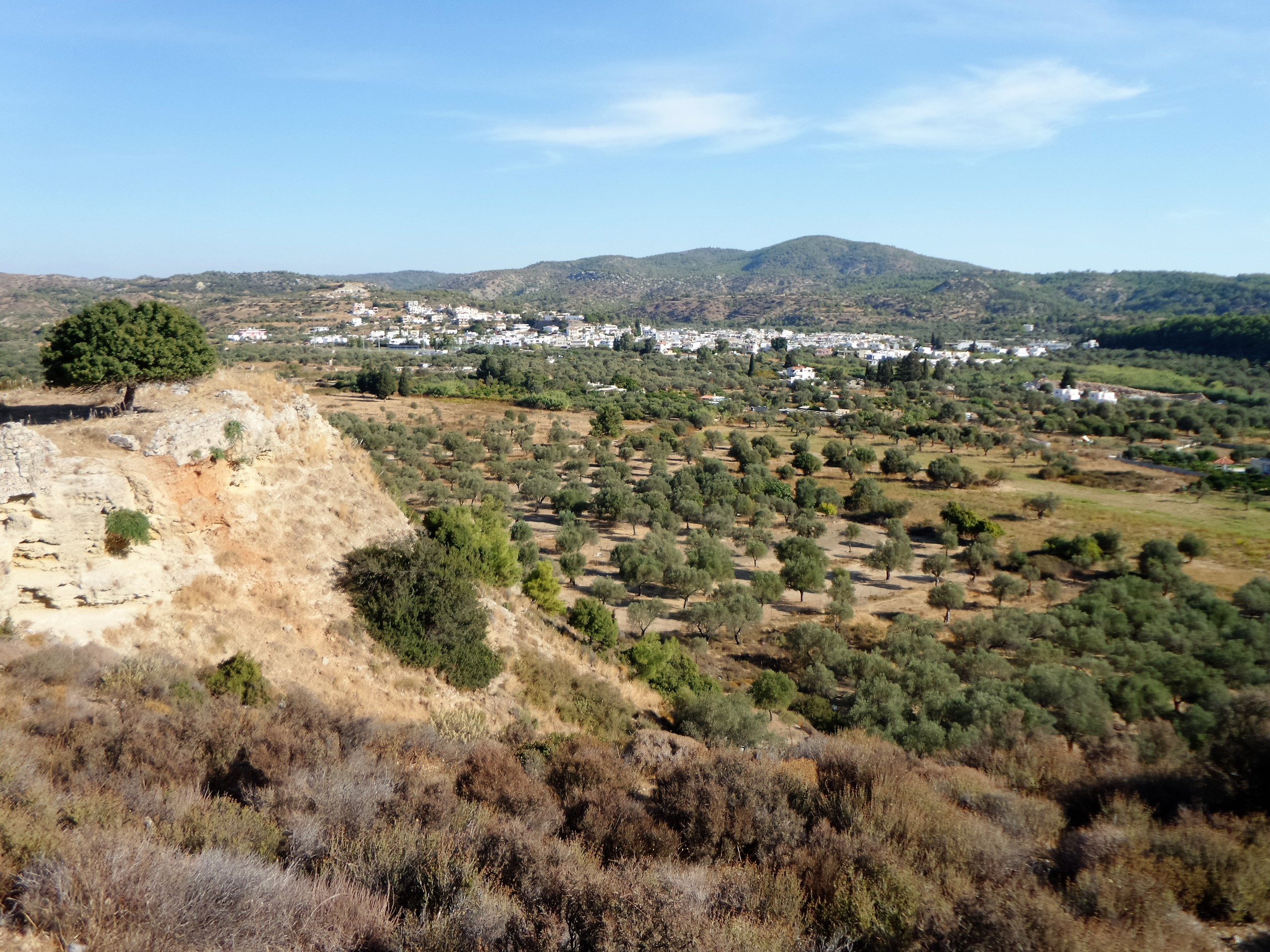
Blick auf Lardos, Ansicht von Osten

Der Ort Lardos liegt etwa zwei Kilometer von der Küste entfernt am Zusammenfluss des Trockenbachs Lardos auch als Fonias (Φονιάς) bezeichnet, mit einem kleineren Nebenbach Meridiatis (Μεριδιάτης) auf 15 Meter über dem Meer. Olivenkulturen und Kiefernbestand umgeben den Ort und breiten sich im Tal und auf die angrenzenden Hügel aus. Von der etwa sechs Kilometer östlich gelegenen Stadt Lindos wird der Ort durch das unfruchtbare Bergland des Marmari (Μαρμάρι) getrennt, der auf 458 Meter über dem Meer ansteigt. Der südwestlich von Lardos gelegene Berg Chortis (Χορτής) erreicht 309 Meter Höhe. Dieser Berg ist als etwa 7 km² große Wildschutzgebiet Katafygio Agrias Zois Chortis (Καταφύγιο Άγριας Ζωής Χορτής) ausgewiesen. Der Küstenbereich mit dem Badestrand entlang der Bucht von Lardos (Όρμος Λάρδου Órmos Lárdou) wird von zahlreichen Hotelanlagen gesäumt. Das Gebiet von Lardos erstreckt sich von der Küste nordwestwärts in Richtung Laerma über fast 42 km². Der nordöstliche Nachbarort Pylonas ist auf einem niedrigen Sattel in 120 Meter gelegen. Etwa 4 km westlich von Lardos auf 180 Meter Höhe liegt das Kloster Ypseni teilweise von Kiefernwald umgeben.
Der Trockenbach Lardos ist eines der vier Hauptgewässer von Rhodos, die einen Großteil der winterlichen Niederschläge des Inselzentrums entwässern und im Sommer überwiegend trockenfallen. Seine etwa 2 km südlich der Siedlung Lardos gelegene Mündung ist als kleines Inselfeuchtgebiet durch ein Präsidialdekret geschützt. Wegen teils ungenehmigter Baumaßnahmen und der touristischen Nutzung des Strandbereichs ist sie als Biotop von geringer Bedeutung. In den wenigen sommerlichen Tümpeln des Bachs überlebt eine recht bedeutende Population der auf Rhodos endemischen Fischart Ghizani (γκιζάνι, Ladigesocypris ghigii).

## Geschichte
An mehreren küstennahen Stellen geben zahlreich aufgefundene Steinwerkzeuge und verschiedenartige Keramikscherben unterschiedlicher Qualität Hinweise auf intensive menschliche Tätigkeiten während der Jungsteinzeit. Teilweise ist die Keramik mit Funden aus der Agios-Georgios-Höhle bei Kalythies vergleichbar. Reste von Behausungen lassen auf eine größere Siedlung schließen, auch kleinere Höhlen in Meeresnähe wurden bewohnt. Diese Höhlen werden als Zufluchtsorte prähistorischer Fischer und Viehzüchter angesehen, die offensichtlich die Felsenküste zum Fischen auswählten. Obsidian ist zu verschiedenartigen Klingenformen verarbeitet, er stammt von der Kykladeninsel Milos, ein geringerer Anteil von der Insel Nisyros, in geringerem Umfang diente auch einheimischer Feuerstein zur Werkzeugherstellung.
Aus der näheren Umgebung des Ortes sind weitere archäologische Fundplätze aus späteren Epochen bekannt. Neben Kammergräbern der spätmykenischen Zeit um 1400 v. Chr. ein weiteres Gräberfeld aus der 2. Hälfte des 8. Jahrhunderts bis ins 7. Jahrhundert v. Chr. des geometrischen Stils. Aus archaischer Zeit sind ebenfalls Kammergräber bekannt sowie der Beginn des Abbaus von „Lartios-Marmor“ in mehreren Steinbrüchen. Aus hellenistischer Zeit sind Überreste einer befestigten Siedlung und auch Gräber nachgewiesen. Aus frühchristlicher Zeit sind Gebäudereste, eine Ölpresse sowie eine Basilika die später von einer einschiffigen Kapelle überbaut wurde mit Fresken aus dem 15. Jahrhundert bis 17. Jahrhundert. Über die Gründungszeit und die Baugeschichte des vermutlich während byzantinischer Zeit erbauten Kastros Lardos ist nichts bekannt.
Mittelalter:

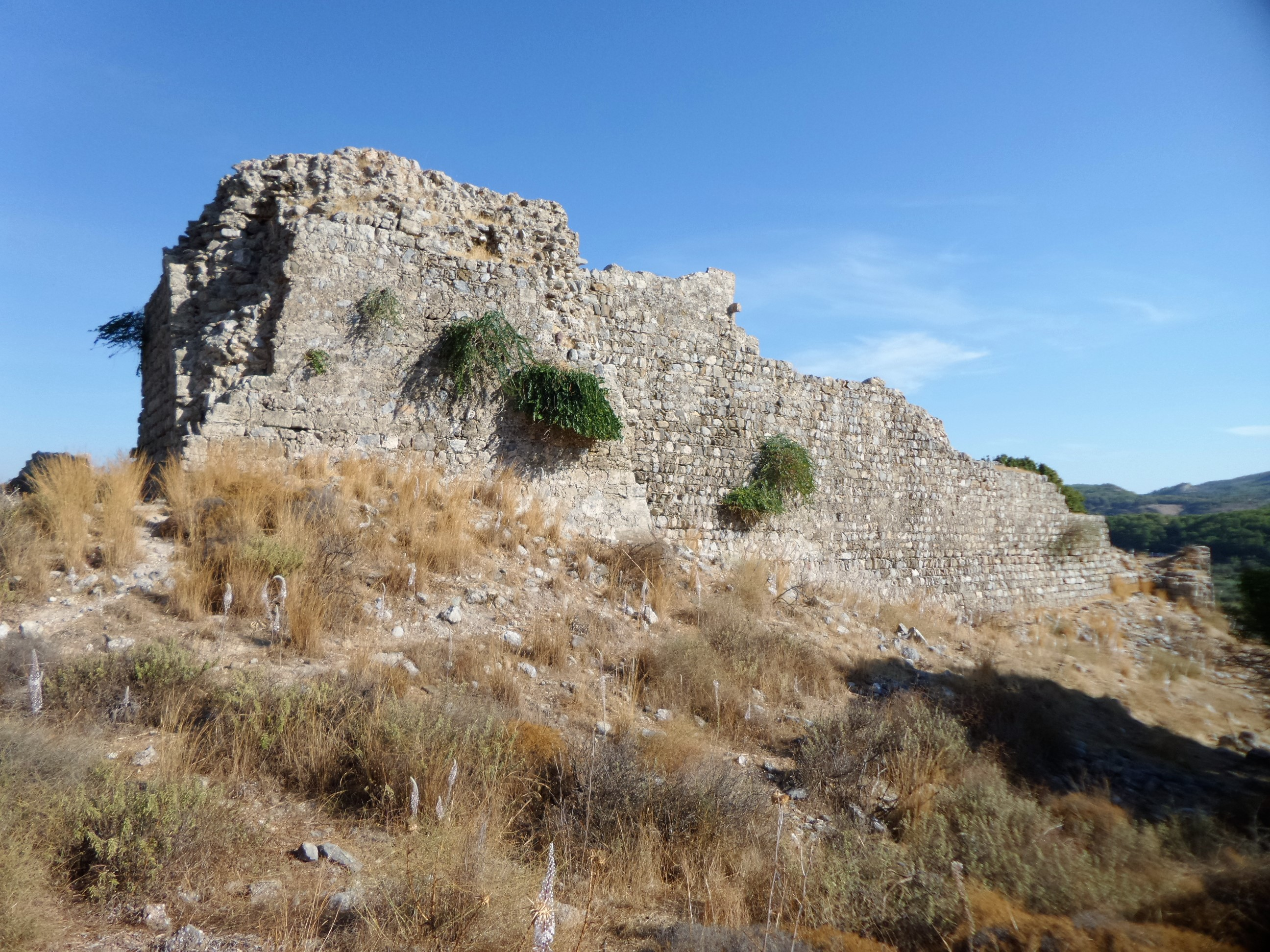
Mittelalterliche Burgruine

Der genuesische Adlige Vignolo de Vignoli war aufgrund einer Verleihung durch den byzantinischer Kaiser Andronikos II. im Besitz der Inseln Kos und Leros sowie des Guts (casale) Lardos. In einem Vertrag mit dem Großmeister des Johanniterordens Foulques de Villaret trat er die Inseln 1306 ab, das casale Lardos ohne die Burg und ein weiteres casale wurden ihm zum Lehen gegeben. Das Gut Lardos ging 1326 an Vignolos Bruder Folco de Vignoli als feudum nobile und blieb im Besitz der Familie, bis es 1402 an Dragonetto Clavelli Herr von Nisyros verkauft wurde. Nach dessen Tod 1415 wechselte das Gut Lardos von dessen Witwe Agnese Crispo an den Johanniterorden. Lardos kam unter die Herrschaft von Lindos. Über die Gründungszeit und die Baugeschichte der Burg Lardos ist nichts bekannt, vermutlich hatte sie nur lokale Bedeutung. Die Bewohner waren 1474 und 1479 angewiesen im Gefahrenfall in Lindos Zuflucht zu suchen.

## Verwaltungsgliederung und Bevölkerungsentwicklung
Während der italienischen Zeit hatte der Ort Lardo 369 Einwohner im Jahr 1921, 432 Einwohner 1931 und 478 Einwohner für das Jahr 1936.
Nach dem Anschluss des Dodekanes an Griechenland 1948 bildete Lardos die gleichnamige Landgemeinde Lardos (Κοινότητα Λάρδου Kinótita Lárdou). Mit der Gebietsreform 1997 erfolgte der Zusammenschluss mit fünf weiteren Landgemeinden zur Gemeinde Lindos. Diese wiederum ging mit der Umsetzung der Verwaltungsreform 2010 als Gemeindebezirk in der Gemeinde Rhodos auf, wo Lardos nunmehr einen Stadtbezirk im Gemeindebezirk Lindos bildet.
Einwohnerentwicklung von Lardos
| Name   | 1947 | 1951 | 1961 | 1971 | 1981 | 1991 | 2001 | 2011 |
| ------ | ---- | ---- | ---- | ---- | ---- | ---- | ---- | ---- |
| Lardos | 549  | 619  | 696  | 474  | 610  | 912  | 1212 | 1380 |

## Lartios Lithos
Seit der Antike wurde in der Umgebung von Lardos in mehreren Steinbrüchen der sogenannte Lartios-Marmor abgebaut. Der als grobkörnig beschriebene Lartios Lithios wurde in hellenistischer und römischer Zeit wegen seiner Eigenschaft sich in großen, flachen Abschlägen von Oberflächen zu lösen hauptsächlich für Bauarbeiten, Statuenbasen, Altäre und Grabdenkmäler verwendet; für Skulpturen war er weniger geeignet. In frühchristlicher Zeit diente der Stein als Baumaterial von Basiliken, ab dem 10. Jahrhundert für bauplastische Elemente von Ikonostasen und Mittelpfosten der Fenster, während der Johanniterzeit für Wappen, Grabsteine und Sarkophage, in osmanischen Zeit als Bau- und Dekorationsstein von Moscheen sowie in italienischer Zeit zu Bauarbeiten und zu Restaurierungszwecken.

## Panagia Ypseni
Das Kloster Panagia Ypseni (Μονή Παναγίας Υψενής) ist teilweise von Kiefernwald umgeben etwa vier Kilometer westlich von Lardos auf 180 Meter Höhe gelegen. Die ersten schriftlichen Belege für die Existenz eines Klosters stammen aus dem 15. Jahrhundert. Vermutlich wurde das Kloster auf dem Gebiet einer frühchristlichen Basilika gegründet. Nach der Inschrift am Eingang wurde das Katholikon 1855 errichtet. Das Kloster beherbergt eine Ikone vom Hodegetria-Typ. Sie wurde mehrfach übermalt, die älteste Malschschicht entstand um das 14. Jahrhundert die jüngste zu Beginn des 17. Jahrhunderts.

## Verkehr
Je nach Jahreszeit existieren mehrmals täglich Busverbindungen mit der Stadt Rhodos. Durch Lardos verläuft die Landstraße (Επαρχιακή Οδός Λάρδος–Λάερμα Eparchiakí Odós Lardos–Láerma) von der Ostküste über Laerma und Agios Isidoros auf die Westseite von Rhodos.

## Tourismus

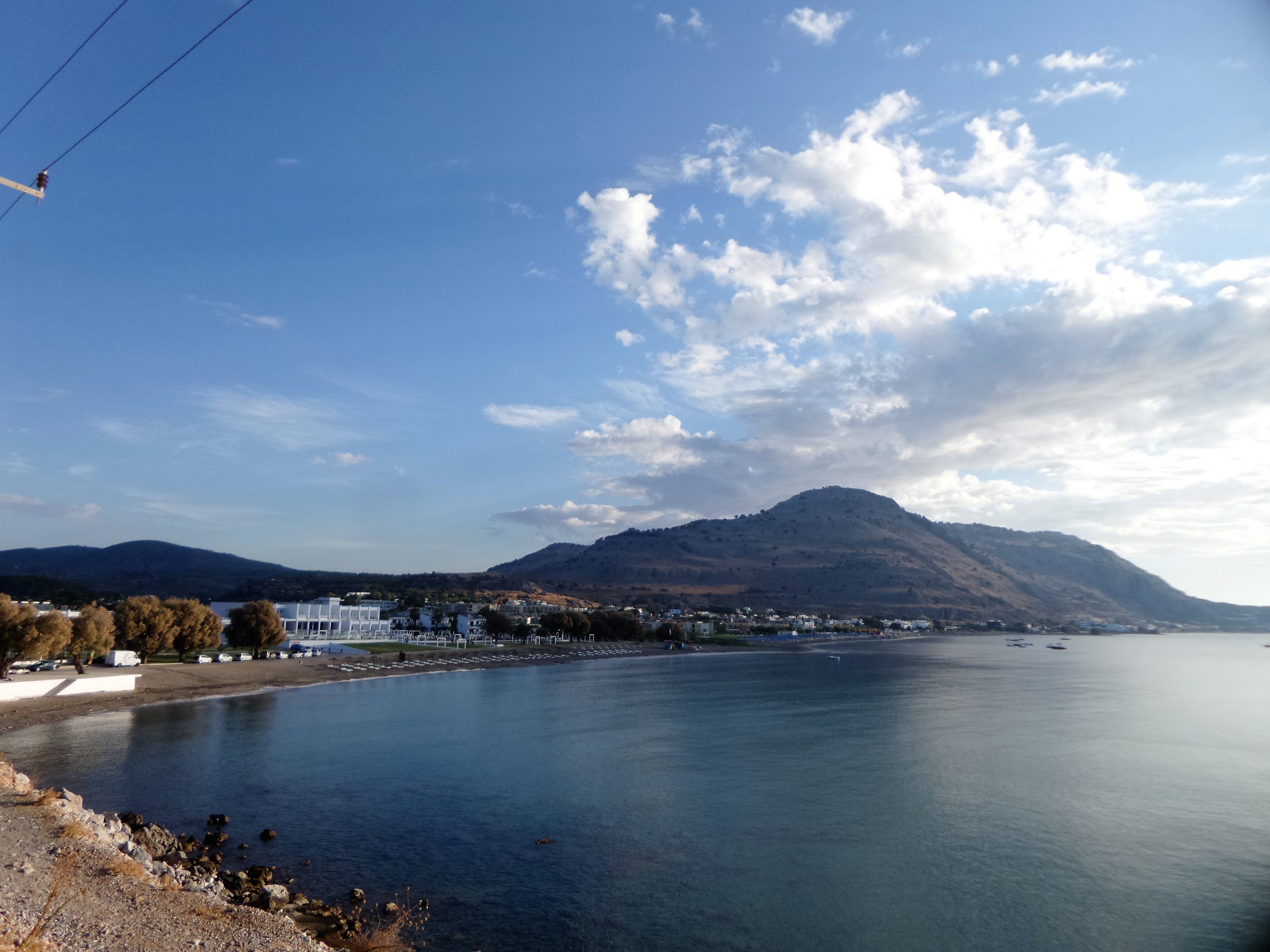
Paralía Lárdos

Der Strand von Lardos (Παραλία Λάρδος Paralía Lárdos) wurde 2003 als Badegewässer ausgewiesen. Seit 2010 wird die Wasserqualität regelmäßig nach der EG-Badegewässerrichtlinie überprüft und seit 2014 immer mit ausgezeichnet bewertet. In der Mitte des Strandes mündet der Fonias. Der angrenzende Küstenabschnitt ist touristisch erschlossen mit Hotels, Privatunterkünften, Restaurants und Freizeiteinrichtungen.
Südlich des Dorfes gibt es ein privates Volkskundemuseum.